# Okręgowa Spółdzielnia Mleczarska w Kole
Okręgowa Spółdzielnia Mleczarska w Kole – spółdzielnia mleczarska zlokalizowana w Kole. Jedna z największych spółdzielni mleczarskich w kraju i jeden z największych polskich eksporterów wyrobów mleczarskich (2012).

## Historia
22 lipca 1930 roku burmistrz Dąbia Władysław Zalewski powiadomił Sejmik Powiatowy o planach połączenia istniejących już na terenie powiatu kolskiego mleczarni spółdzielczych. W związku z tym wystąpieniem, władze powiatowe wzięły udział w planach założenia spółdzielni.
2 sierpnia 1930 roku w siedzibie Urzędu Gminy Czołowo odbyło się Walne Zgromadzenie Założycielskie, podczas którego sporządzono statut i założono zakład, który nazwano Spółdzielnia Mleczarska „Jedność” w Kole. Przewodniczącym zgromadzenia był Jerzy Sokolnicki z Powiercia, a pierwszym przewodniczącym zarządu został mianowany Edmund Stasiewicz. Przewodniczącym Rady Nadzorczej został Karol Wojciechowski. Podjęto także decyzję o zaciągnięciu od Wydziału Powiatowego w Kole pożyczki w wysokości 15 tysięcy złotych na kupno maszyn. Spółdzielnię uruchomiono 15 sierpnia 1930 roku w wydzierżawionym budynku przy ulicy Bliznej w Kole. W pierwszych miesiącach funkcjonowania spółdzielni liczyła ona 51 członków, w 1933 roku było ich już 567, a do 1939 roku liczba ta wzrosła do 1500. Wybudowanie spółdzielni w Kole doprowadziło do zamknięcia prywatnych mleczarni w Grzegorzewie, Kościelcu i Brudzewie.
Mimo ręcznego systemu produkcji, w 1930 roku przetwarzano 12 tysięcy litrów mleka dziennie.
15 sierpnia 1931 roku nastąpiła zmiana nazwy spółdzielni na Spółdzielcza Mleczarnia Mechaniczna w Kole. W tym samym roku dokonano pełnej mechanizacji procesu produkcji w oparciu o szwedzkie urządzenia firmy Auto Laval (kocioł parowy, elektryczne urządzenia transmisyjne, maselnice, wirówkę i pasteryzator). Zrezygnował również dotychczasowy prezes, którego zastąpił Jerzy Sokolnicki. Stanowisko Przewodniczącego Rady Nadzorczej przejął natomiast nowy starosta powiatowy, Stanisław Szera.
Asortyment produkcji był wówczas bardzo ubogi – produkowano masło i śmietanę, a mleko odtłuszczone zwracano producentom jako karmę dla cieląt i trzody chlewnej. Jakość produkcji była wysoka – część masła przeznaczano bowiem na eksport. Od 1934 roku ofertę poszerzono o ser pełnotłusty Imperial. Od 1932 roku skupowano też jaja.
W 1934 roku przewodniczącym Rady Nadzorczej został ppłk. Edward Wilczyński. W 1935 roku postanowiono wybudować nowy budynek dla spółdzielni, który wybudowano następnie przy ulicy Toruńskiej. W 1937 roku spółdzielnia została oficjalnie przeniesiona do nowej siedziby i ponownie zmieniła nazwę, stając się Okręgową Mleczarnią Spółdzielczą w Kole. Oprócz zakładu produkującego masło, ser i inne przetwory w Kole działało także 15 filii na obszarze powiatu kolskiego oraz sieć sklepów nabiałowo–spożywczych. W tym czasie wykupiono też zakłady Vogta w Babiaku i Skolimowskiego w Brudzewie, tworząc z nich śmietanczarnie.
W 1938 roku Walne Zgromadzenie Członków zakupiło w ramach Funduszu Obrony Narodowej jeden karabin maszynowy dla Wojska Polskiego.

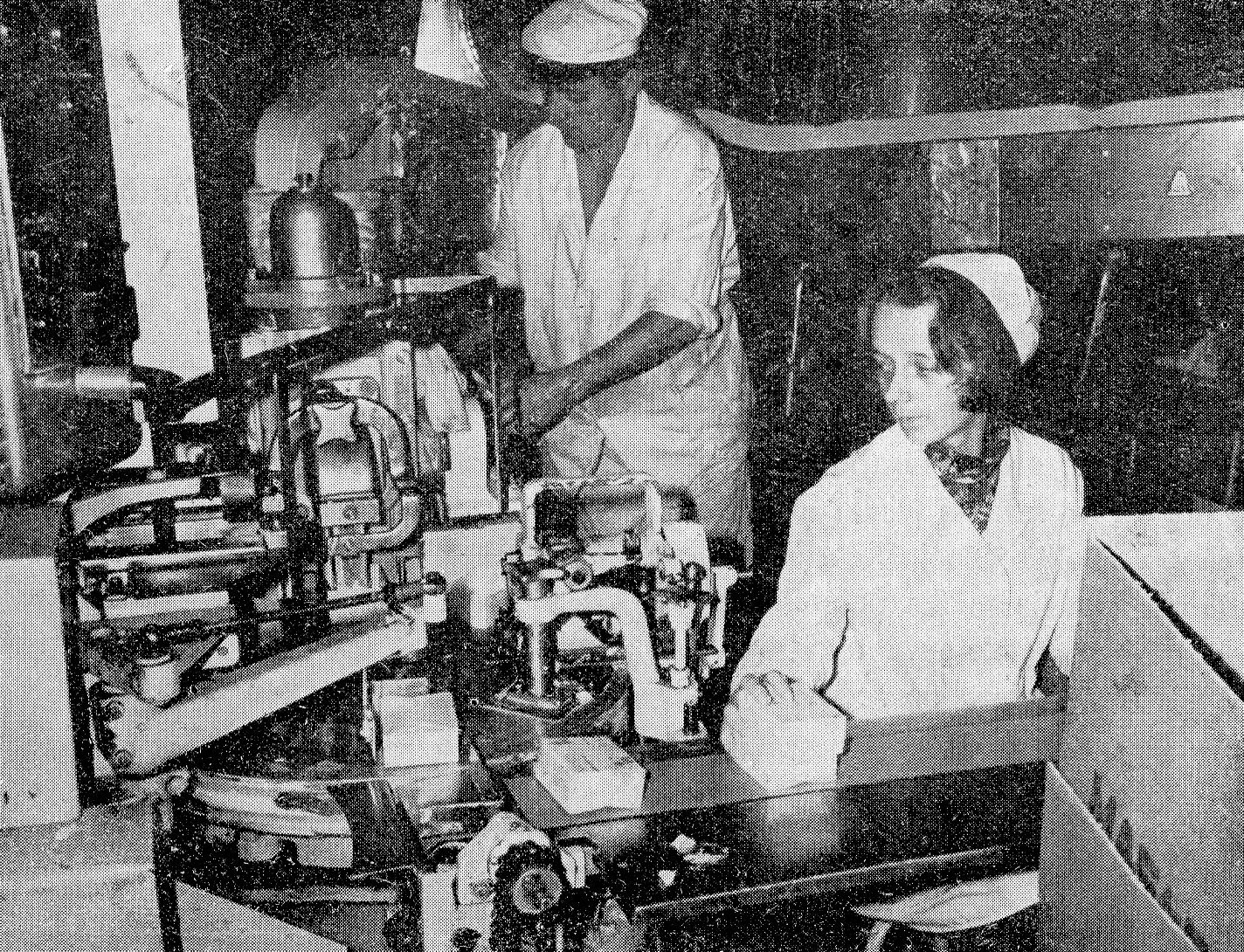
Produkcja masła w spółdzielni w 1978

Po kampanii wrześniowej w 1939 roku nazwę zakładu zmieniono na Mölkereigenossenshaft Warthbrücken. Początkowo spółdzielnią zarządzał były skarbnik Ewald Beütler, a od 1 stycznia 1940 roku – Rudolf Schulz. W okresie okupacji w kolskiej mleczarni zatrudniano 160 osób, w większości Polaków, nad którymi nadzór sprawowali niemieccy brygadziści. Przy spółdzielni uruchomiono skup miodu i ubój drobiu.
Podczas okupacji pracownicy spółdzielni dostarczali mleko i masło przebywającym w pociągach zatrzymanych na dworcu kolejowym w Kole dzieciom wysiedlonym z Podkarpacia.
Zwiększono też wtedy wyposażenie techniczne – urządzono laboratorium, stworzono chłodnię amoniakalną i powiększono zbiorniki fermentacyjne śmietany do produkcji masła. W 1945 roku okupant zdemontował maszyny, z których część ukryto, chroniąc przed wywózką do Rzeszy, do której ostatecznie jednak nie doszło z powodu braku czasu. Podczas walk o Koło budynek spółdzielni przy ul. Toruńskiej uległ całkowitemu zniszczeniu.
17 maja 1945 roku w siedzibie kolskiego Starostwa Powiatowego odbyły się pierwsze po wojnie obrady Zgromadzenia Członków Okręgowej Spółdzielni Mleczarskiej w Kole, w których uczestniczyło 55 członków i przedstawiciele władz. W 1948 roku przy spółdzielni działała wylęgarnia drobiu, zapoczątkowano także działalność bezpłatnej służby poradnictwa żywieniowego oraz rozprowadzano nasiona roślin pastewnych. Funkcję kierownika pełnił wówczas Bronisław Szymański, którego wielokrotnie próbowano zdyskredytować i usunąć z zajmowanej przez niego funkcji.
W 1951 roku nastąpiło upaństwowienie przedsiębiorstwa. W 1954 roku zakład w Kole podzielono na dwie mniejsze firmy: w Kole i w Dąbiu, co skutkowało znacznym zmniejszeniem wielkości produkcji.
10 lipca 1957 roku powrócono do spółdzielczej formy własności, pierwszym przewodniczącym zarządu został Kazimierz Rosiak, a przewodniczącym rady nadzorczej został Wacław Szczesiak. Na targach jesiennych w Poznaniu w 1959 roku zakład otrzymał medal i nagrodę Ministerstwa Handlu Wewnętrznego za wysoką jakość i estetykę opakowania masła. Na tych samych targach w 1960 roku mleczarnia zdobyła pierwsze miejsce i złoty medal.
W 1961 roku uruchomiono własną mieszalnię pasz w Czołowie. W 1962 roku OSM w Kole uzyskała możliwość cechowania masła znakiem jakości, który pozwolił rozpocząć produkcję tego produktu na eksport. W 1964 roku przyłączono OSM w Sompolnie, w 1968 OSM w Kłodawie, a w 1970 OSM w Izbicy Kujawskiej i Dąbiu. 17 lipca 1975 roku uruchomiono proszkownię mleka i wytwórnię mlekomiksu (mieszanki paszowej mlekozastępczej dla cieląt). Wykonawcą była włoska firma Techni-Petrol. Od 1975 roku zakład był w stanie przerabiać 400 tysięcy litrów mleka dziennie. W tym samym czasie uruchomiono zlewnie mleka w Karszewie, Babiaku, Osieku Wielkim i Bierzwiennej Długiej, zwiększając liczbę zlewni do 60. W 1976 roku powołano Wojewódzką Spółdzielnię Mleczarską w Koninie, a OSM w Kole stało się jej oddziałem terenowym, podobnie jak spółdzielnie w Turku, Strzałkowie i Koninie. Prezesem WSM został wówczas szef kolskiej OSM – Michał Gajda.
W 1982 roku przyjęto nowy statut spółdzielni, w którym sprecyzowano teren działania spółdzielni. Obejmował on wówczas gminy i miasta: Kościelec, Osiek Mały, Babiak, Koło, Grzegorzew, Olszówka, Sompolno, Wierzbinek, Kłodawa, Przedecz, Chodów, Dąbie, Grabów, wsie w gminach Uniejów i Świnice Warckie oraz Żabokrzeki, Modzerowo, Świętosławice, Mieczysławowo i Ciepliny. Do 1988 roku głównymi produktami mlecznymi wytwarzanymi w Kole były: mleko spożywcze, śmietany, masła, twarogi, napoje mleczne oraz mlekomiks, mleko odtłuszczone i kazeina.
W 1990 roku staraniem OSM wybudowano w Kolę oczyszczalnię ścieków, rozbudowano także bazę transportową. Jednocześnie zmniejszono zatrudnienie, zwalniając wielu pracowników punktów sklepów mleka. 30 marca 1990 roku przewodniczącym Rady Nadzorczej został Czesław Cieślak, który dwa lata później objął także funkcję prezesa spółdzielni. Do końca 1993 roku trwał dla spółdzielni trudny okres finansowy, co doprowadziło do znacznego zredukowania etatów, zawieszenia premii oraz wprowadzenia opłat za korzystanie z zakładowej stołówki.
W 1995 roku uruchomiono linię produkcyjną serka wiejskiego, następnie otwarto także linię ultrafiltracji serwatki. 9 lipca 2000 roku przejęto spółdzielnię w Ostrzeszowie. W 2006 roku OSM w Kole przejęło spółdzielnię w Kępnie, a w 2007 roku spółdzielnię w Grodkowie. W 2019 roku wykupiono spółdzielnię w Ostrowie Wielkopolskim, a rok później w Koninie.

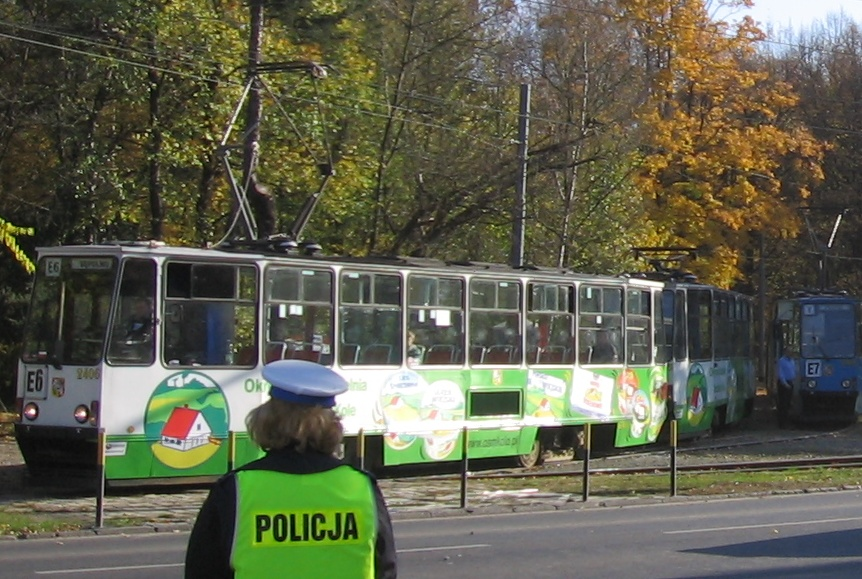
Tramwaj MPK Wrocław z reklamą OSM w Kole (2005)

W marcu 2021 roku przed siedzibą OSM odbył się protest dostawców mleka przeciwko obniżeniu ceny skupu tego surowca. W czerwcu 2022 roku pięciu pracownikom spółdzielni i jednemu rolnikowi postawiono zarzuty dotyczące przyjmowania korzyści majątkowych za fałszowanie wyników prób mleka.
21 lutego 2024 roku Czesław Cieślak został odwołany z funkcji prezesa spółdzielni, jego obowiązki przejął dotychczasowy wiceprezes, Tadeusz Malczyk. 1 kwietnia tego samego roku Tadeusz Malczyk wybrany został prezesem spółdzielni. W lipcu 2024 roku prezes Urzędu Ochrony Konkurencji i Konsumentów zobowiązał spółdzielnię do zmiany praktyk niekorzystnnych dla dostawców mleka, dotyczyło to m.in. możliwości jednostronnej zmiany cenników, braku możliwości weryfikacji badań mleka oraz sankcji nakładanych na dostawców za zakończenie współpracy z mleczarnią.

## Stan obecny i oferta
Obecnie firma nadal posiada spółdzielczą formę działalności. Spełnia wymagania Global Standard for Food Safety oraz normy ISO 22000. Od 2010 roku przy spółdzielni działa restauracja „Milka”, w otwarciu której brał udział m.in. Józef Zych.
W ofercie OSM w Kole znajdują się m.in. serki wiejskie, masła, śmietany, maślanki, zsiadłe mleko oraz mleka spożywcze i w proszku.

## Nagrody i wyróżnienia
Źródło:
- Złoty Medal dla serka wiejskiego na VI Międzynarodowych Targach Spożywczych Foodtarg ′95 w Katowicach (Katowice, 1995)
- Medal Krajowego Porozumienia Spółdzielni Mleczarskich dla serka wiejskiego na IV Giełdzie Promocyjnej Targów Mleczarskich (Warszawa, 1995)
- Puchar „Mleko Raj ′96” dla serka wiejskiego (Bydgoszcz, 1996)
- Wyróżnienie dla serka wiejskiego na II Ogólnopolskich Targach Przetwórstwa Mleczarskiego (Bydgoszcz, 1996)
- Certyfikat „Dobre bo polskie” dla serka wiejskiego (Poznań, 1996)
- Hit ′98 w kategorii „Rolnictwo i Przetwórstwo Rolno-Spożywcze” dla masła wiejskiego i maślanki (Konin, 1998)
- Wyróżnienie dla serka wiejskiego na VIII Targach Spożywczych Taspol ′98 (Wrocław, 1998)
- Medal Krajowego Związku Spółdzielni Mleczarskich w VIII Konkursie Targów Mleczarskich „Mleko-expo” 1999 (Warszawa, 1999)
- Hit ′99 dla serka kremowego „Koluś” (Konin, 2000)
- Wyróżnienie „Polski Producent Żywności 2000” dla serka wiejskiego nadany przez Stowarzyszenie im. Eugeniusza Kwiatkowskiego (Poznań, 2000)
- Medal dla serka kremowego meksykańskiego „Koluś” a X Targach Spożywczych Taspol (Wrocław, 2000)
- Wyróżnienie dla maślanki wiejskiej naturalnej na XIII Międzynarodowych Targach Spożywczych Foodtarg (Katowice, 2000)
- Certyfikat „Dobre bo polskie” dla serka wiejskiego (Poznań, 2001)
- Medal Krajowego Związku Spółdzielni Mleczarskich w X Konkursie Targów Mleczarskich „Mleko-expo” (Warszawa, 2001)
- „Mleczna Perła 2002” na II Międzynarodowych Targach Ferma Bydła (Poznań, 2002)
- Statuetka Hipolita w XII edycji konkursu „Dobre bo polskie” (Poznań, 2002)
- Medal Krajowego Związku Spółdzielni Mleczarskich w XI Konkursie Targów Mleczarskich „Mleko-expo” (Warszawa, 2002)
- Wyróżnienie „Najlepszy Wyrób Wielkopolski” dla maślanki i śmietany na Wielkopolskich Targach Rolniczych Sielinko 2003 (Sielinko, 2003)
- Medal Krajowego Związku Spółdzielni Mleczarskich w XII Konkursie Targów Mleczarskich „Mleko-expo” (Warszawa, 2003)
- Medal Krajowego Związku Spółdzielni Mleczarskich w XIII Konkursie Targów Mleczarskich „Mleko-expo” (Warszawa, 2004)
- Kryształowy Globus za I miejsce w kategorii „Lider Agro Exportu” wydawnictwa Polish Export Review (Warszawa, 2005)
- Srebrna Mleczna Rewia 2005 na Targach Mleczarstwa (Gdańsk, 2005)
- Dyplom i wyróżnienie Wielkopolskiego Ośrodka Rolniczego w Poznaniu za kefir i serek wiejski w Konkursie Mleczarskim na Najlepsze Wyroby Mleczarskie w Wielkopolsce 2005 (Sielinko, 2005)
- Odznaka honorowa „Za zasługi dla województwa wielkopolskiego” (2005)
- Kryształowy Globus za Przebój Eksportowy 2004 wydawnictwa Polish Export Review (Warszawa, 2005)
- Puchar Ministra Rolnictwa i Rozwoju Wsi za zajęcie II miejsca w II edycji Rankingu Zakładów Mleczarskich czasopisma AgroTRENDY (Warszawa, 2005)
- Puchar Prezesa Agencji Restrukturyzacji i Modernizacji Rolnictwa „Za wybitne zasługi w unowocześnianiu przetwórstwa i poprawie jakości mleka” (2005)
- Statuetka Krajowego Związku Spółdzielni Mleczarskich w XIV Konkursie Targów Mleczarskich „Mleko-expo” (Warszawa, 2005)
- Brązowa Mleczna Rewia 2006. Targi Spożywcze Delikatesy 2006 (Gdańsk, 2006)
- Dyplom i statuetka Krajowego Związku Spółdzielni Mleczarskich w XVI Konkursie Targów Mleczarskich „Mleko-expo” (Warszawa, 2007)
- Puchar Ministra Rolnictwa i Rozwoju Wsi oraz Prezesa ARiMR w Konkursie „Najciekawsza promocja na Targach POLAGRA FOOD 2008” (Poznań, 2008)
- Statuetka Krajowego Związku Spółdzielni Mleczarskich w XVII Konkursie Targów Mleczarskich „Mleko-expo” (Warszawa, 2008)
- Puchar Prezesa ARiMR „Za wybitne zasługi w unowocześnianiu przetwórstwa i poprawie jakości mleka” (2008)